# HSV E Series
HSV E Series — спортивный автомобиль, выпускавшийся с 2006 по 2013 год австралийской компанией Holden.

## Описание
Впервые HSV E Series был представлен в 2006 году. Модельный ряд включает в себя такие варианты как Clubsport, Maloo, Senator и GTS. Автомобили имели отличительные элементы стиля, такие как светодиодные задние фонари и вертикальные решётки передних крыльев. Первоначально автомобиль оснащался 6,0-литровым двигателем LS2 V8, а с 2008 года — 6,2-литровым LS3 V8 мощностью 325 кВт (436 л. с.).
В 2010 году автомобиль прошёл фейслифтинг и стал называться E Series 2. Изменения коснулись бамперов, капота и двигателей. Также были добавлены улучшенная экономия топлива, контроль запуска и режим соревнований ESC. В 2011 году была представлена версия E Series 3 с такими опциями как совместимость со сжиженным газом, новые интерфейсы водителей и различные обновления интерьера.
Варианты Clubsport — R8 Tourer (универсал), экспортные версии (CSV CR8 для Ближнего Востока) и высокопроизводительные модели (Vauxhall VXR8 в Великобритании). Модельный ряд HSV включал в себя более мощные модели, такие как GTS, Maloo (внедорожник) и Senator (люксовый седан), каждая из которых обладала уникальными характеристиками и конструктивными особенностями. W427, модель ограниченной серии, оснащалась 7,0-литровым двигателем LS7 V8 и была самым мощным автомобилем в линейке E Series.

## Галерея

### Clubsport

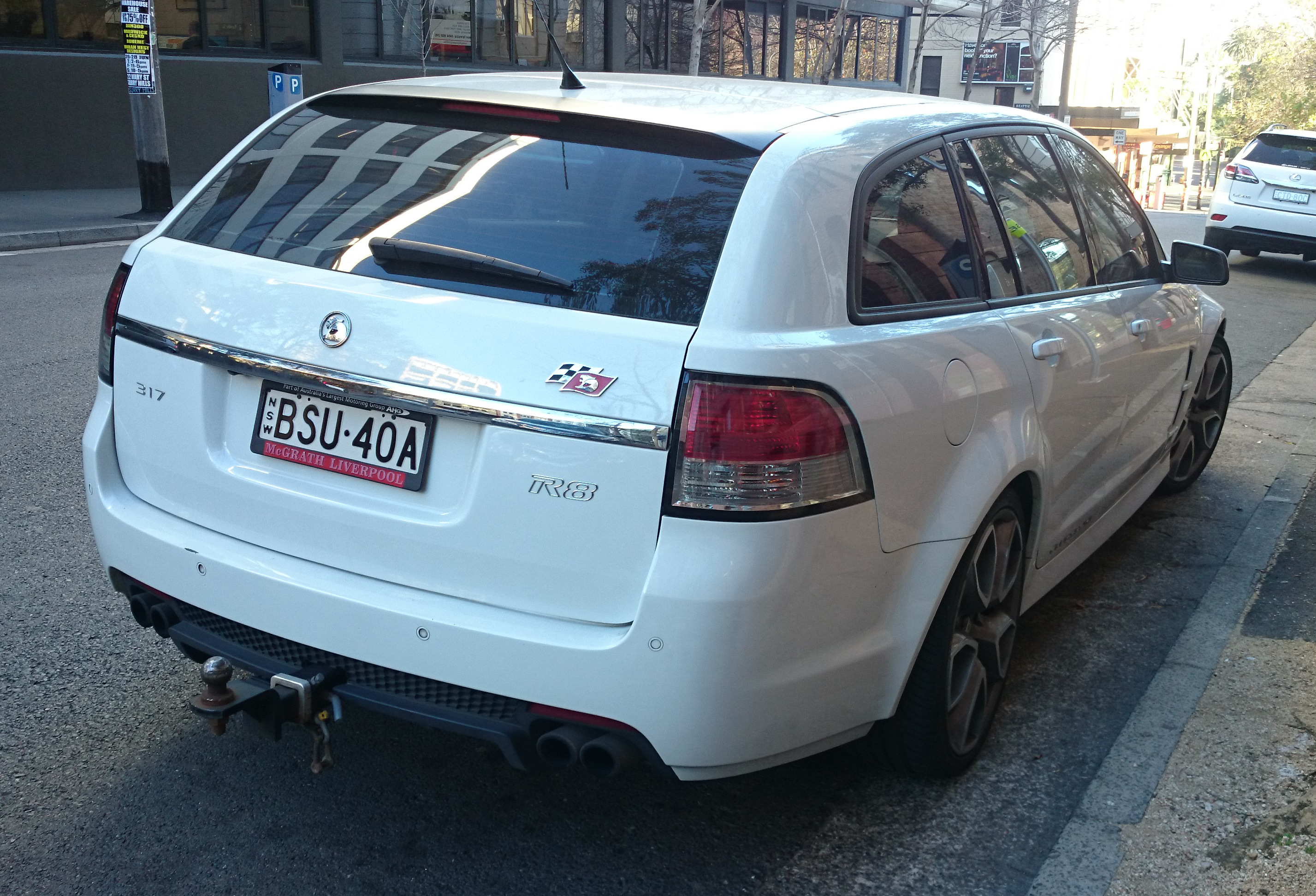
HSV E Series Clubsport R8 Tourer
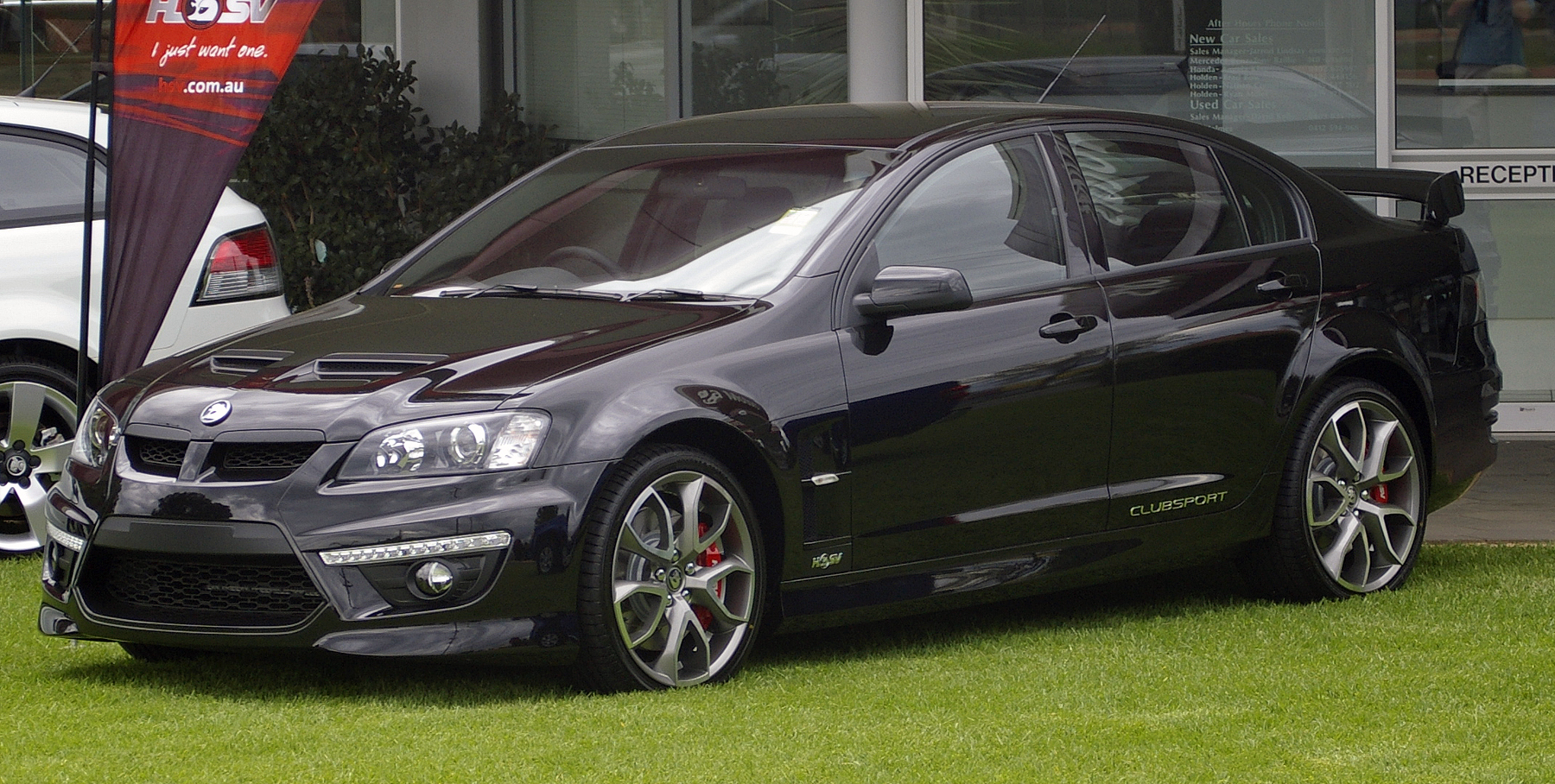
2009/2010 HSV E-Series 2 Clubsport
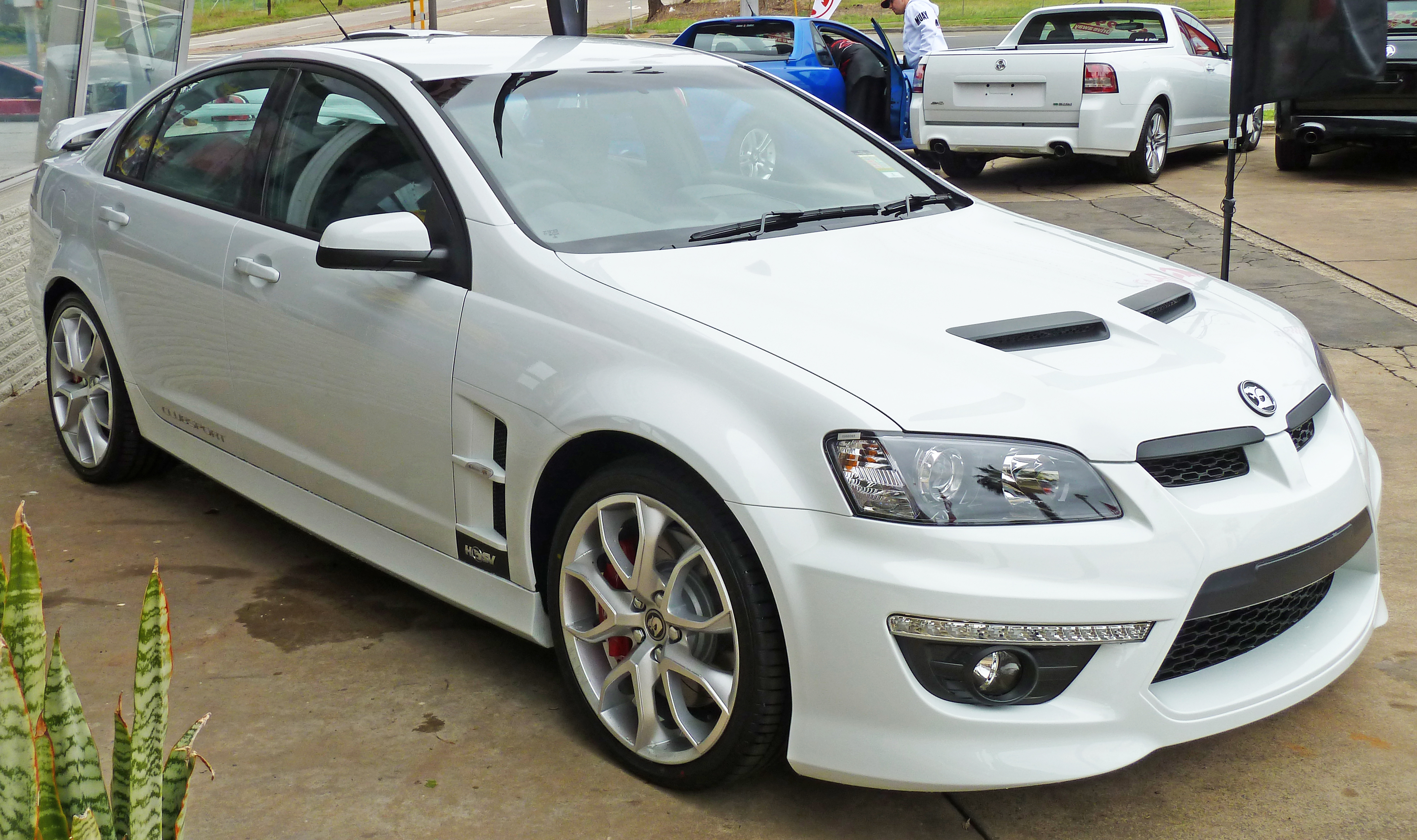
2010 HSV E-Series 3 Clubsport (MY11)
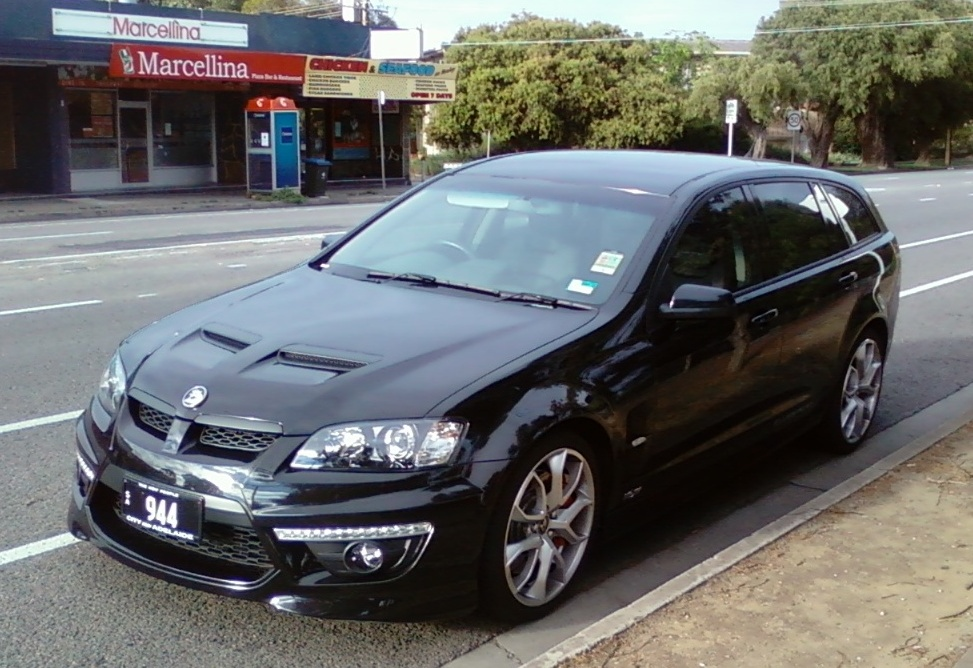
HSV E Series 3 Clubsport R8 Tourer

#### Vauxhall VXR8 (CSV CR8)

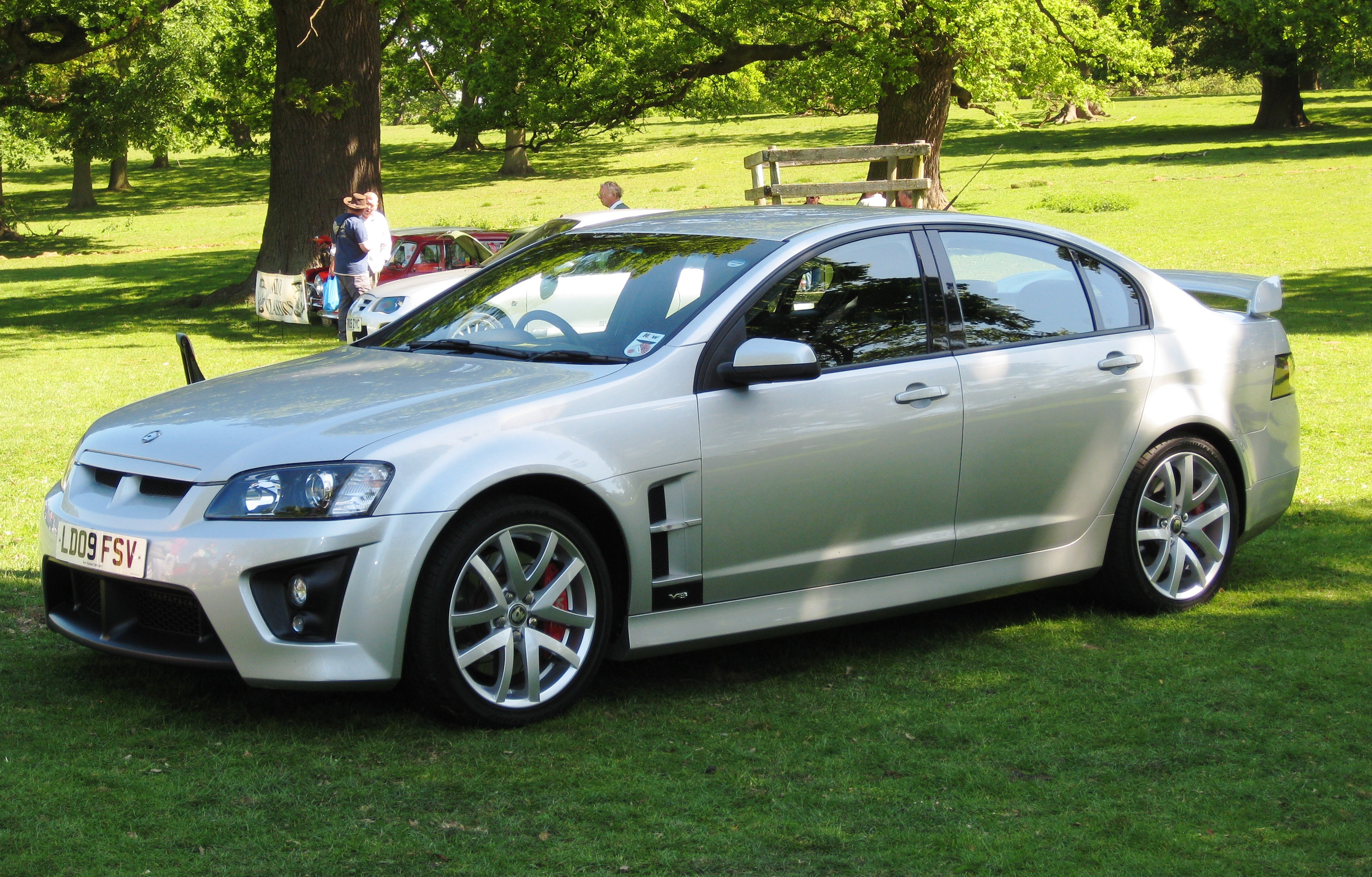
Vauxhall VXR8

### GTS

#### E-Series 1

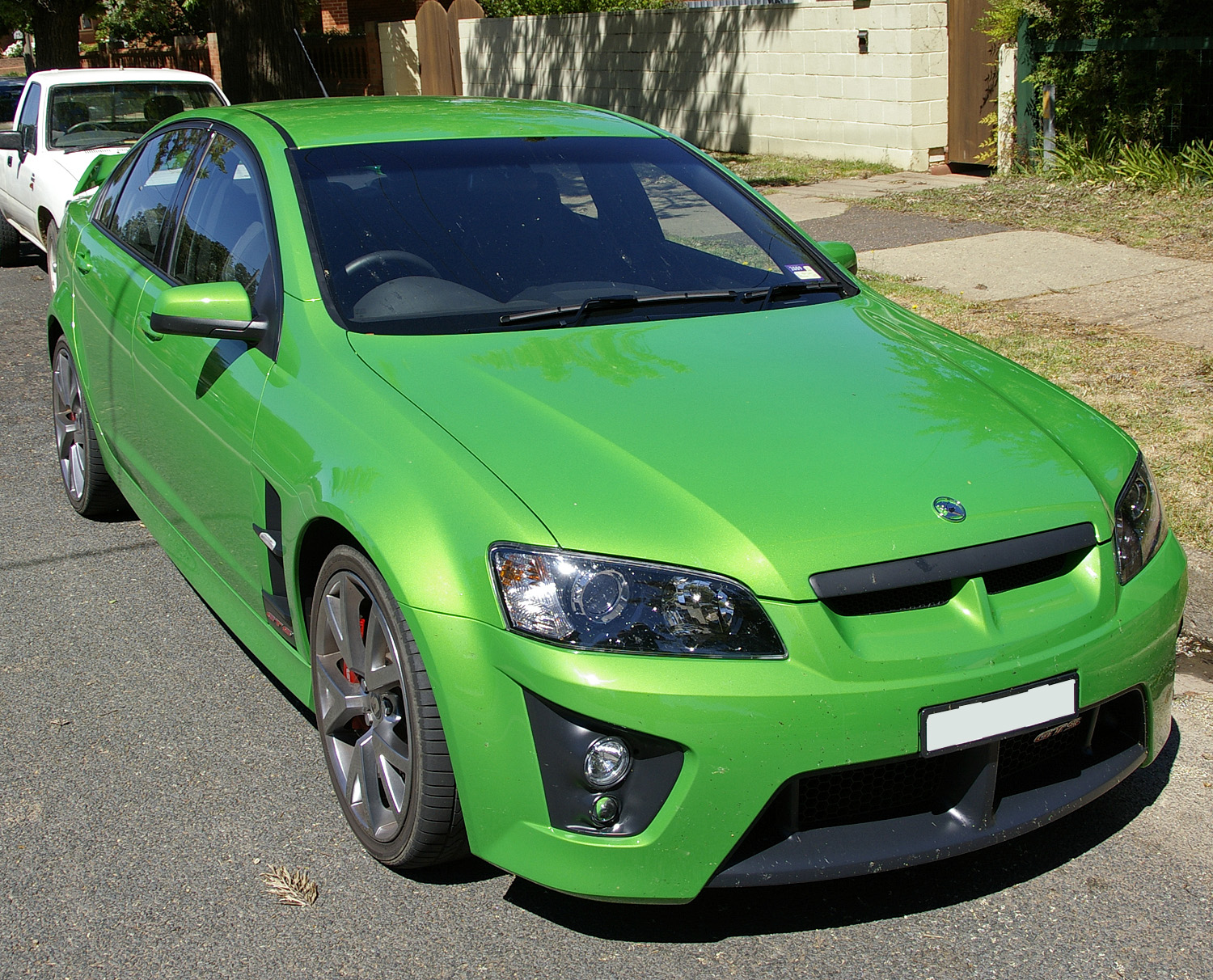
Вид спереди
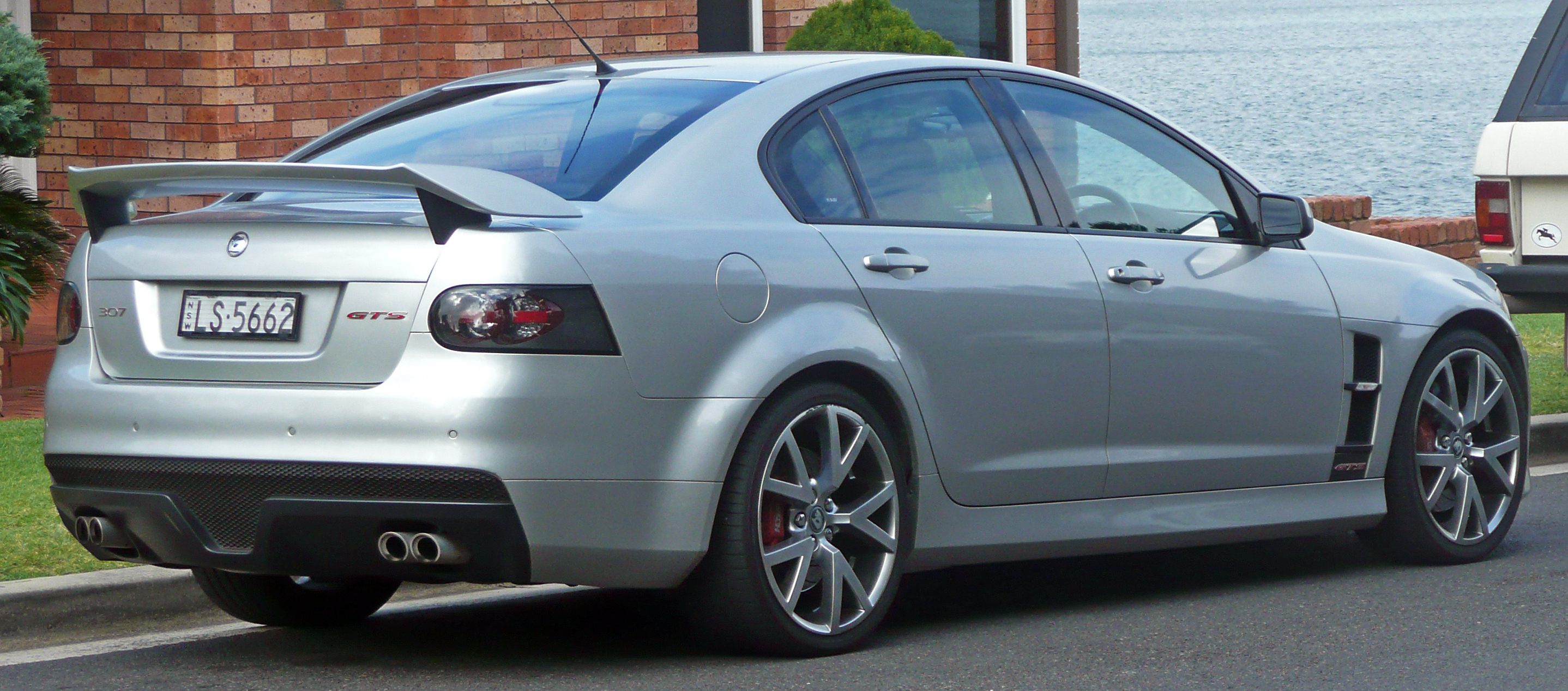
Вид сзади

#### E-Series 2

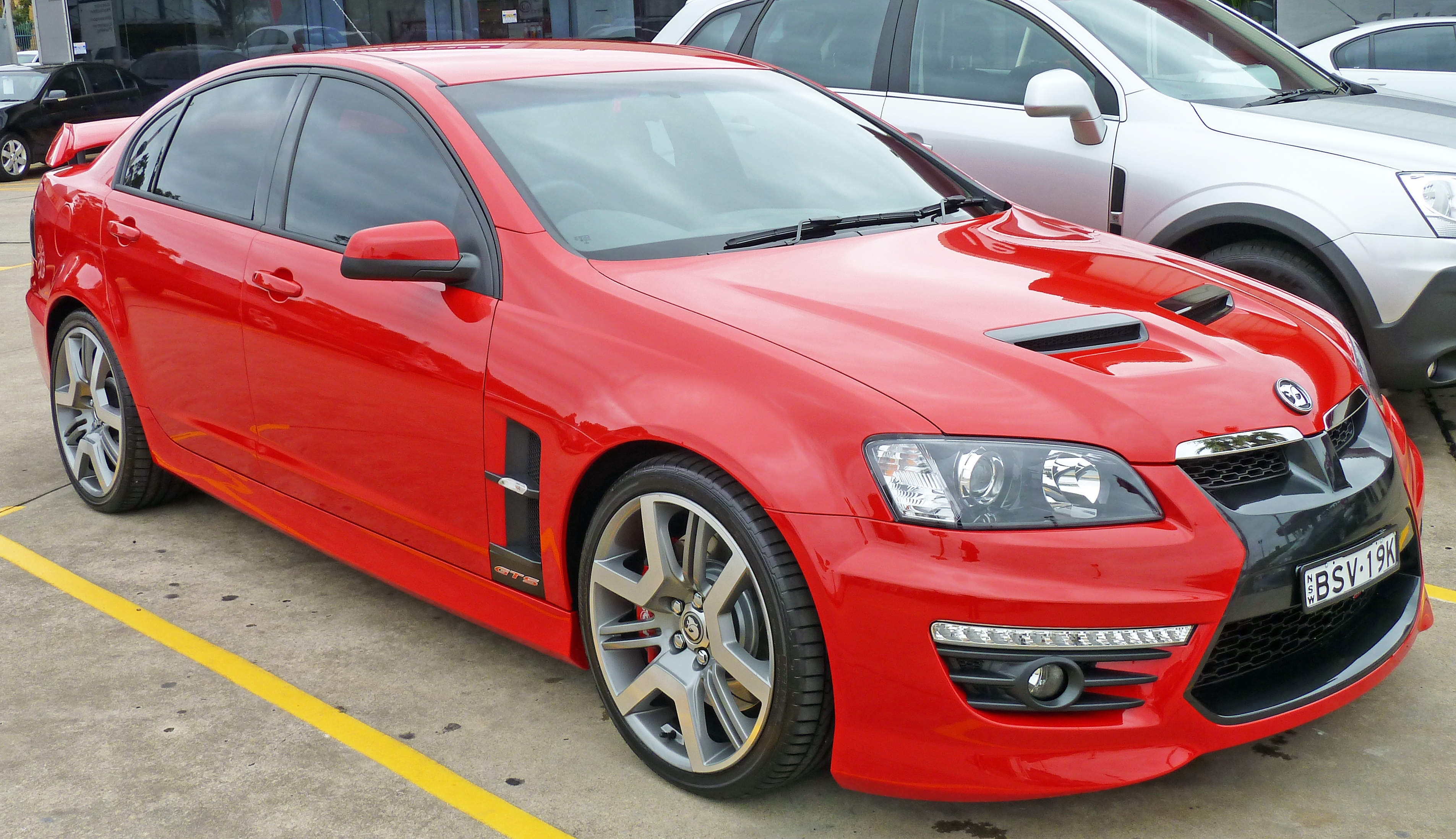
Вид спереди
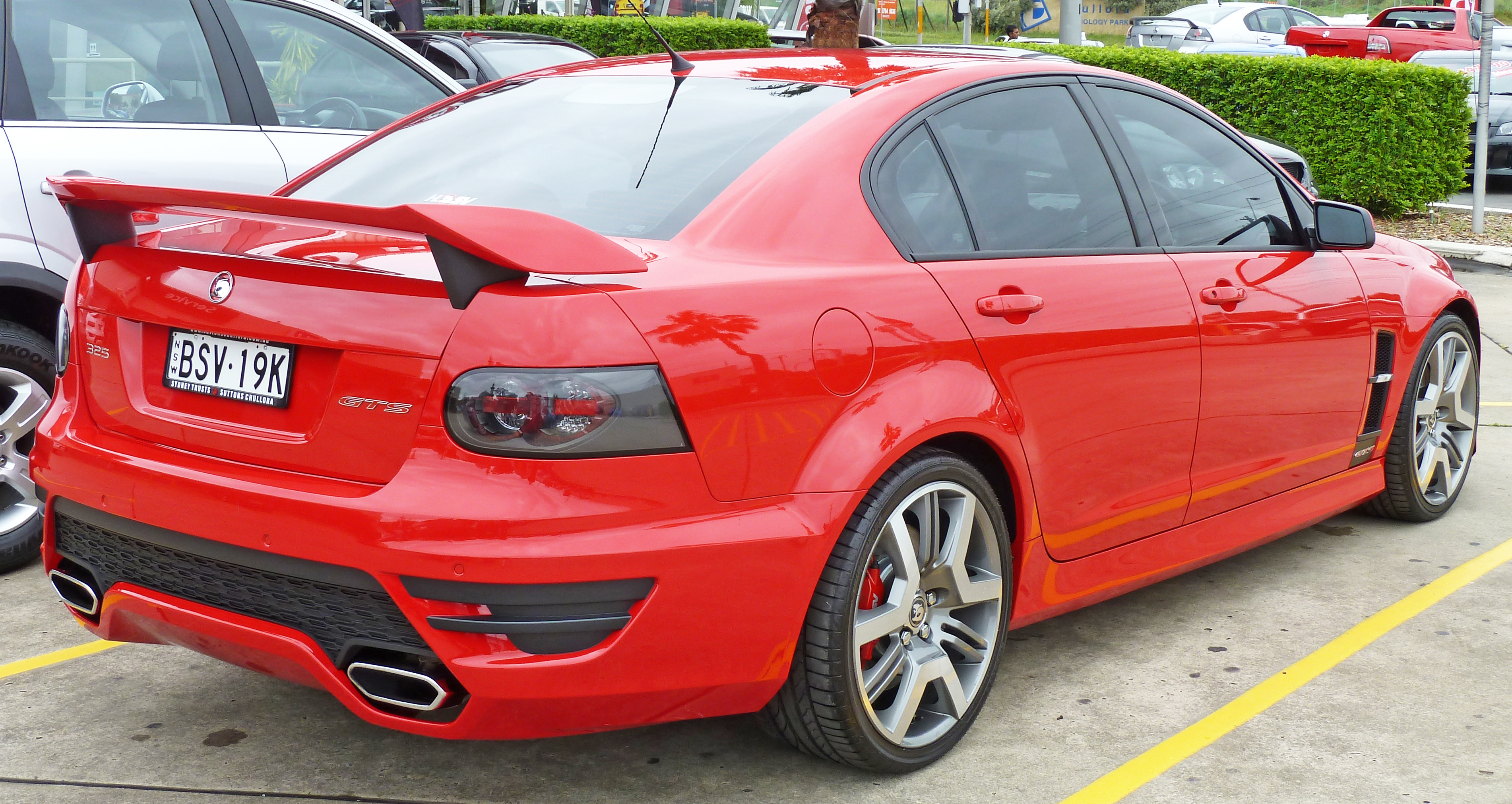
Вид сзади

#### E-Series 3

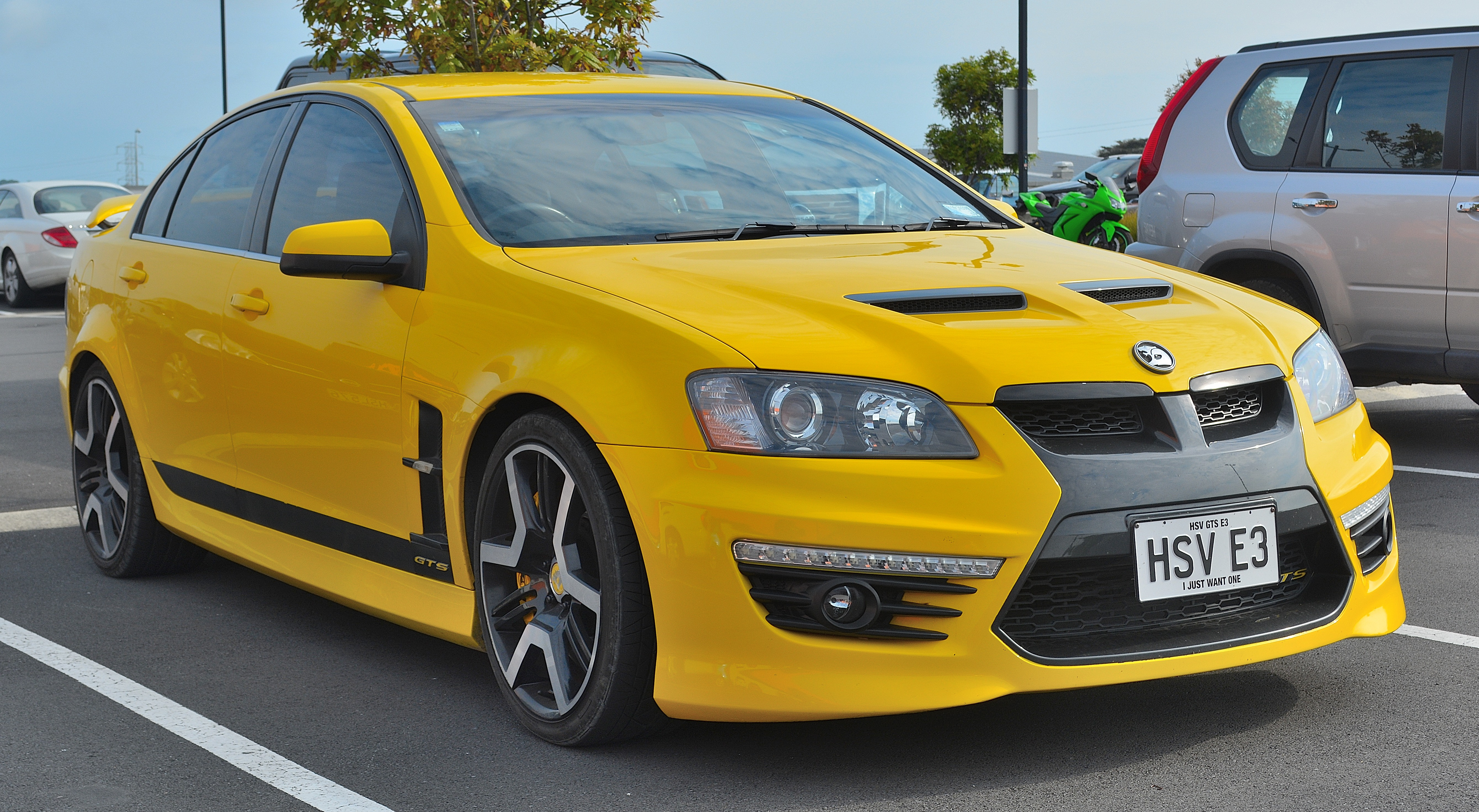
Вид спереди
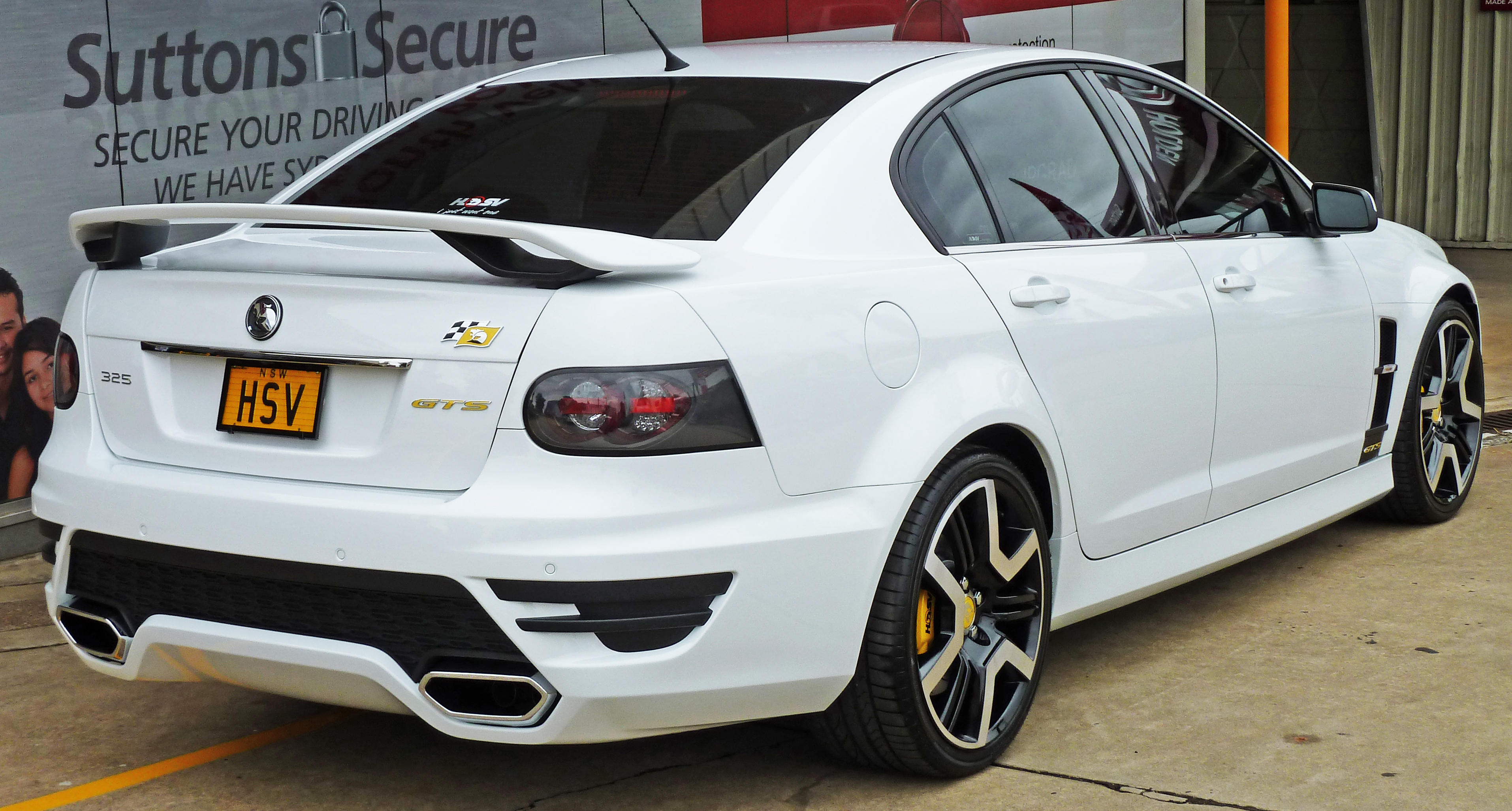
Вид сзади

### Maloo

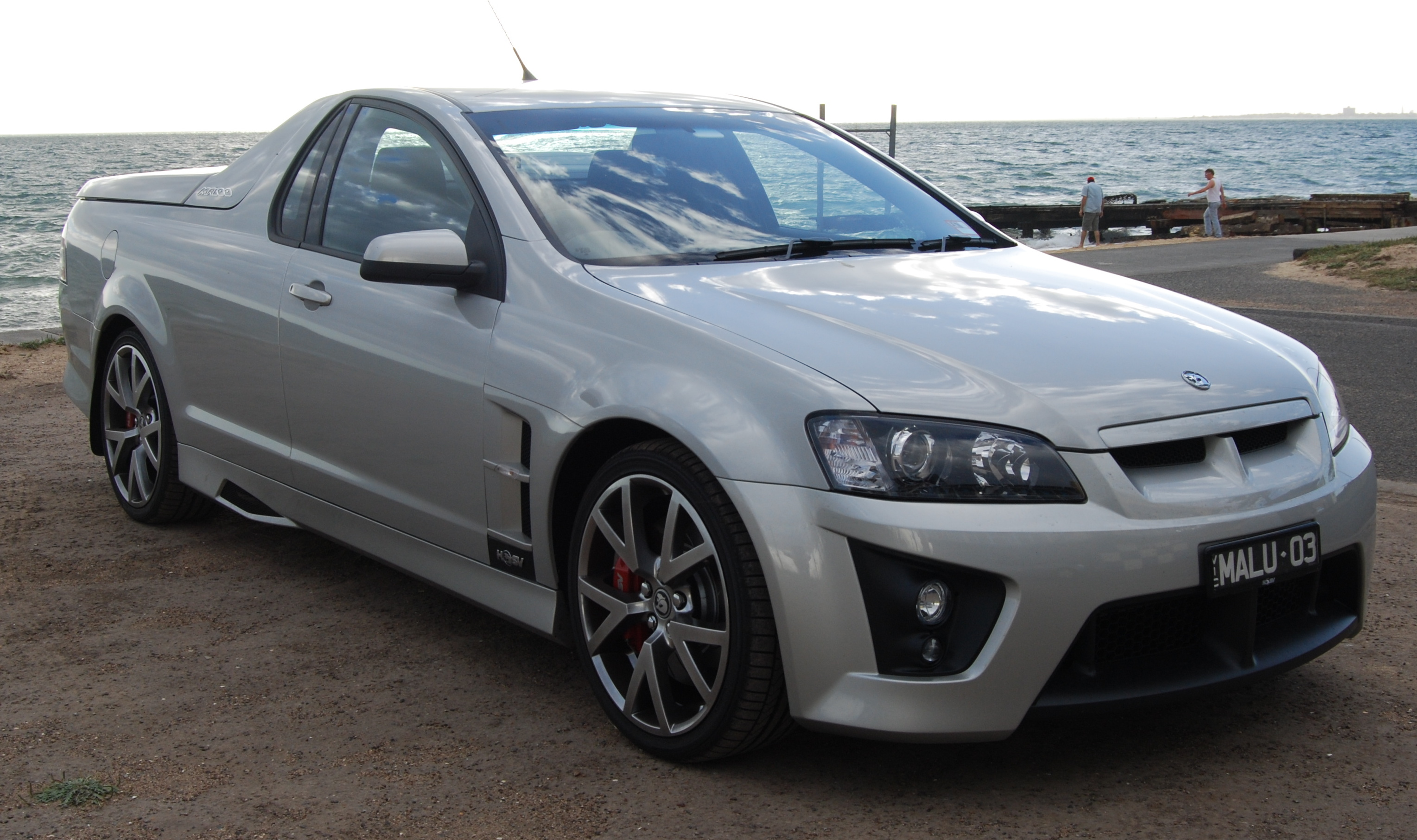
HSV Maloo (E-Series)
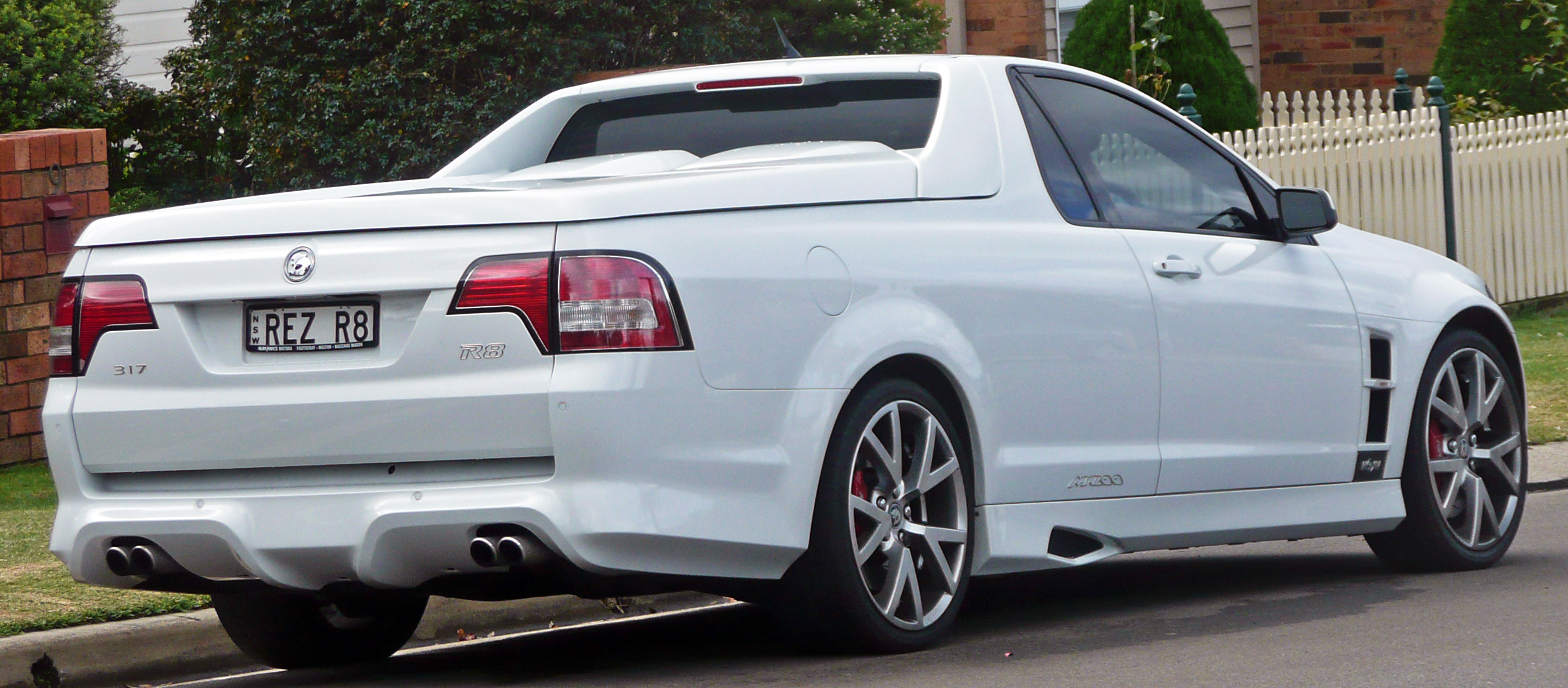
HSV Maloo (E-Series)
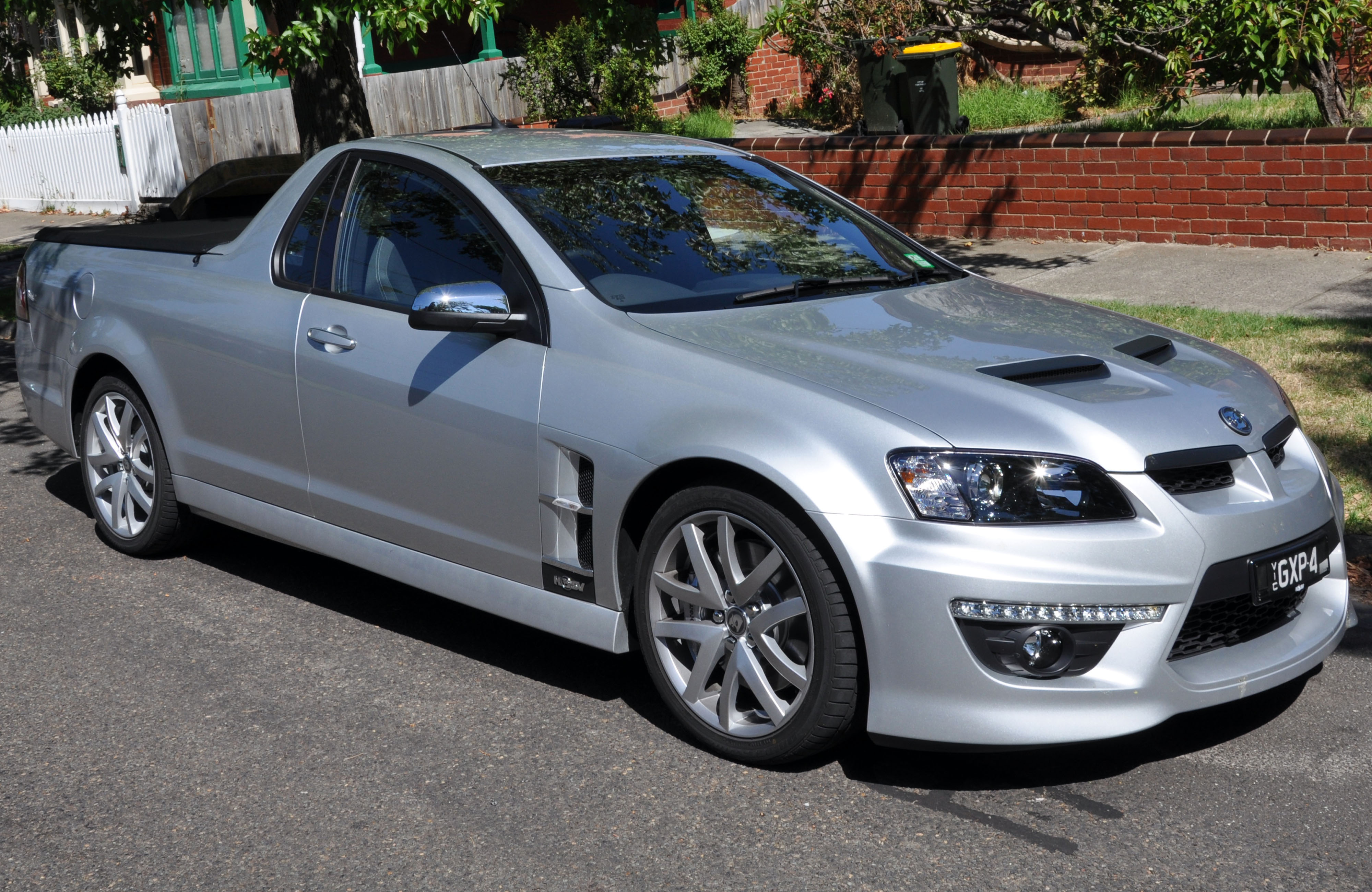
HSV Maloo (E-Series 2)
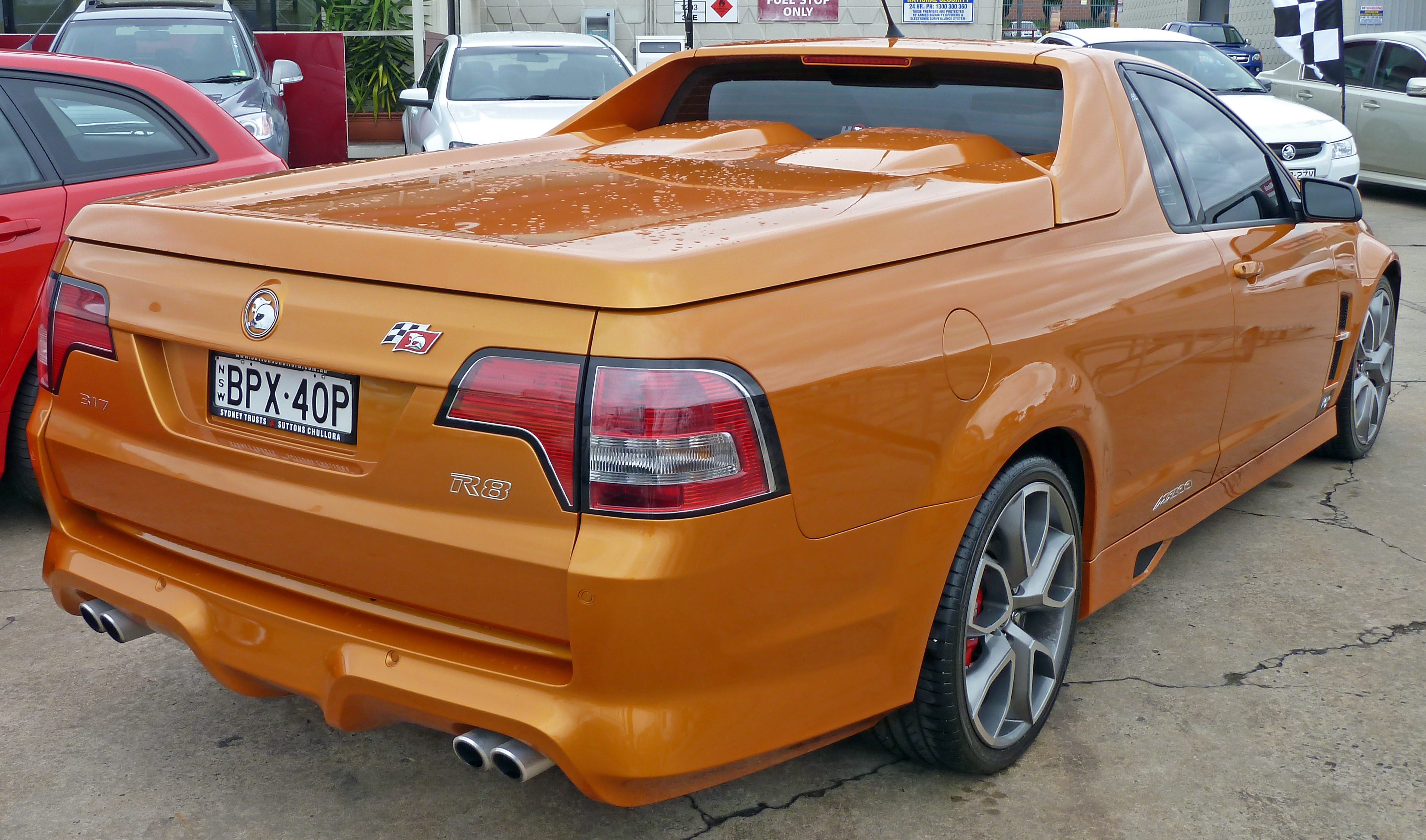
HSV Maloo (E-Series 2)
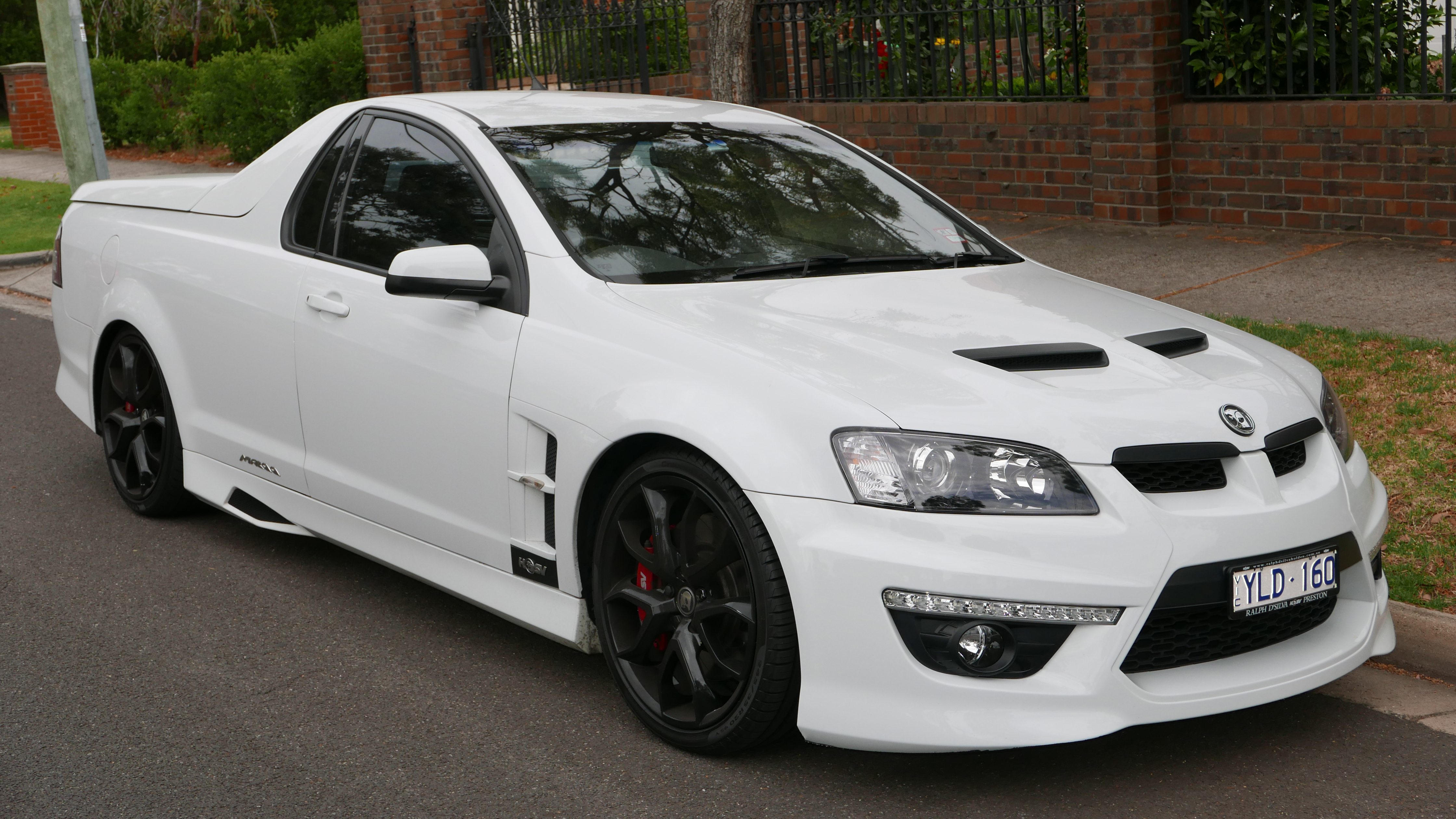
HSV Maloo (E-Series 3)
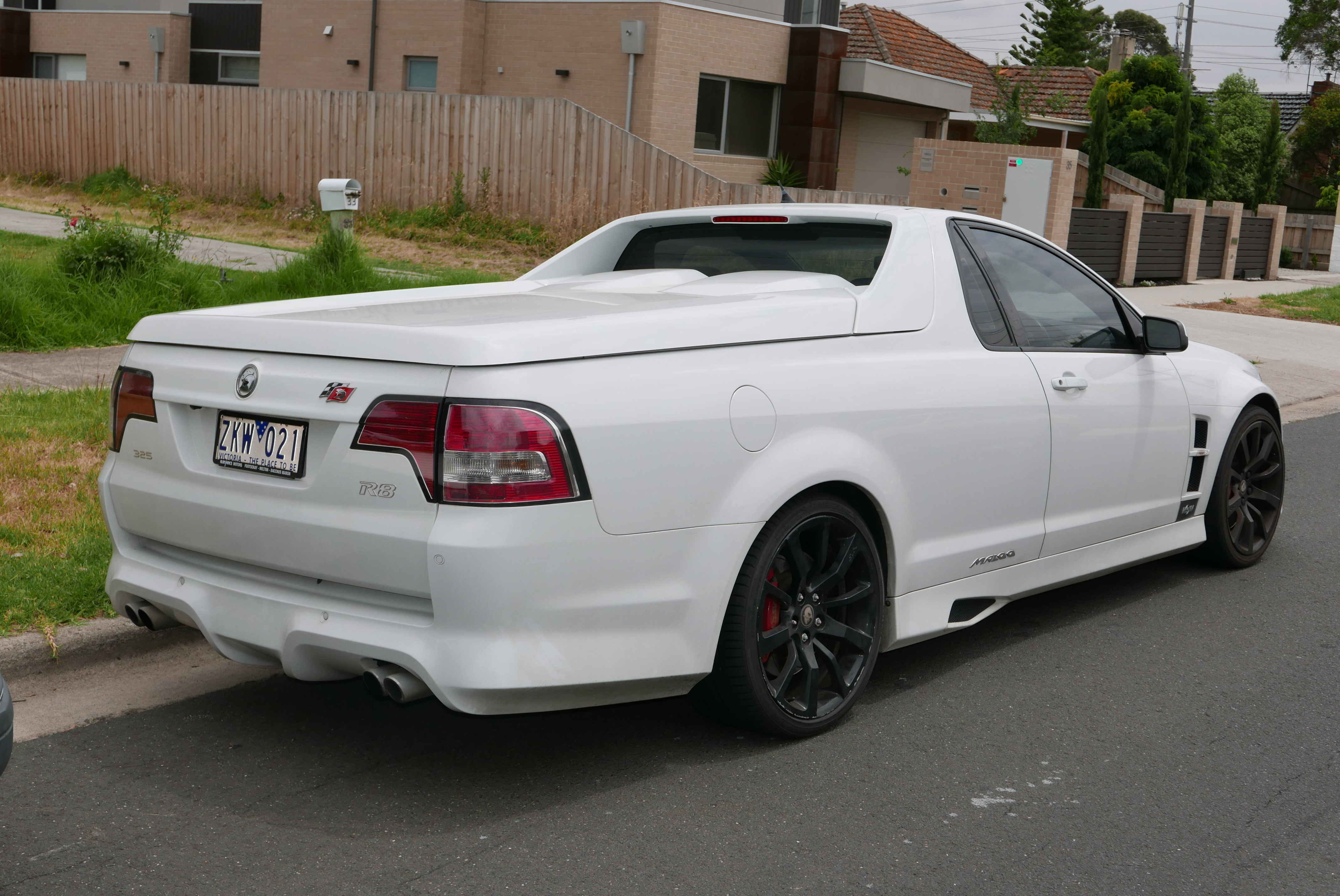
HSV Maloo (E-Series 3)

### Senator

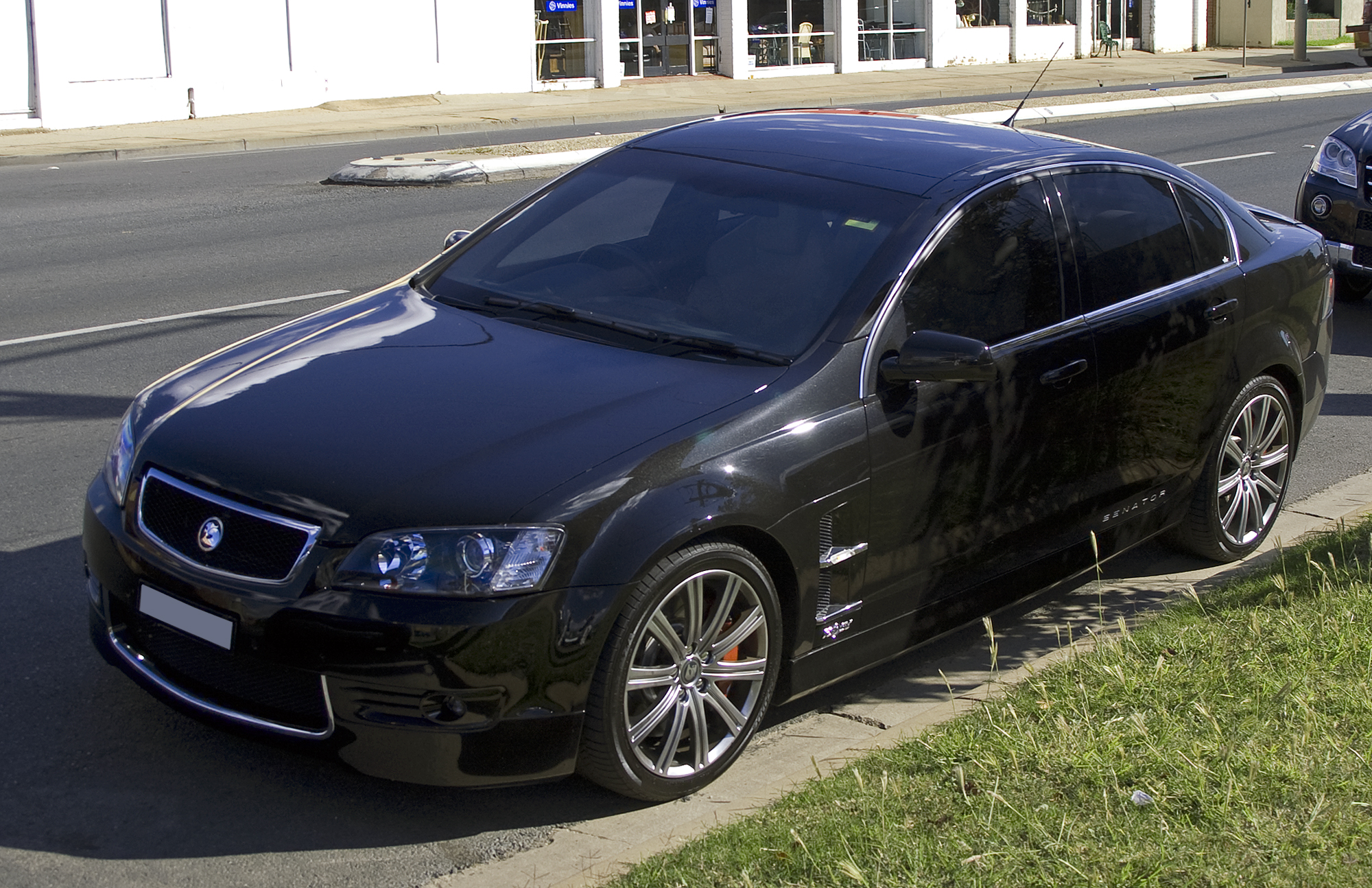
HSV Senator (E-Series)
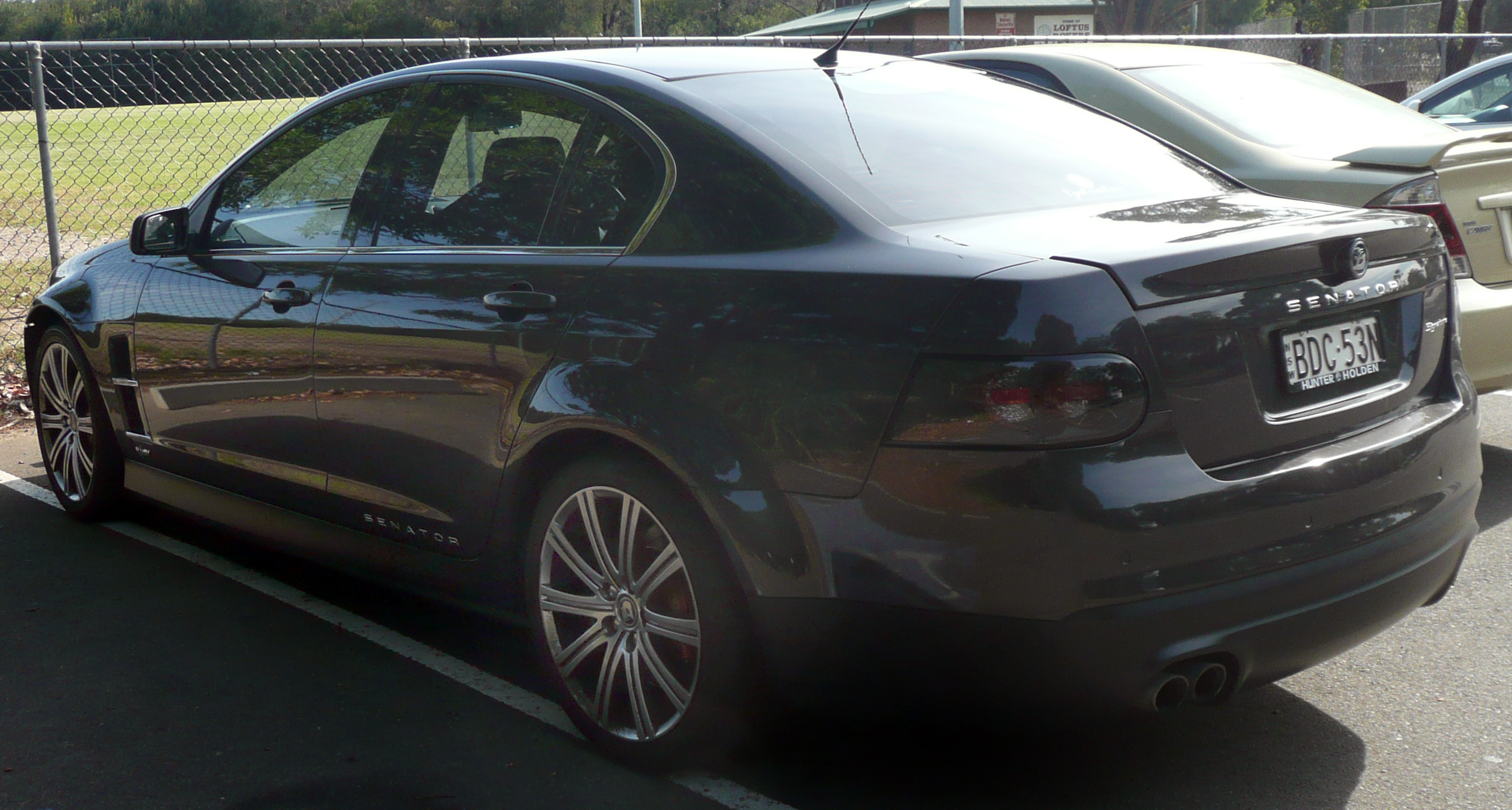
HSV Senator (E-Series)
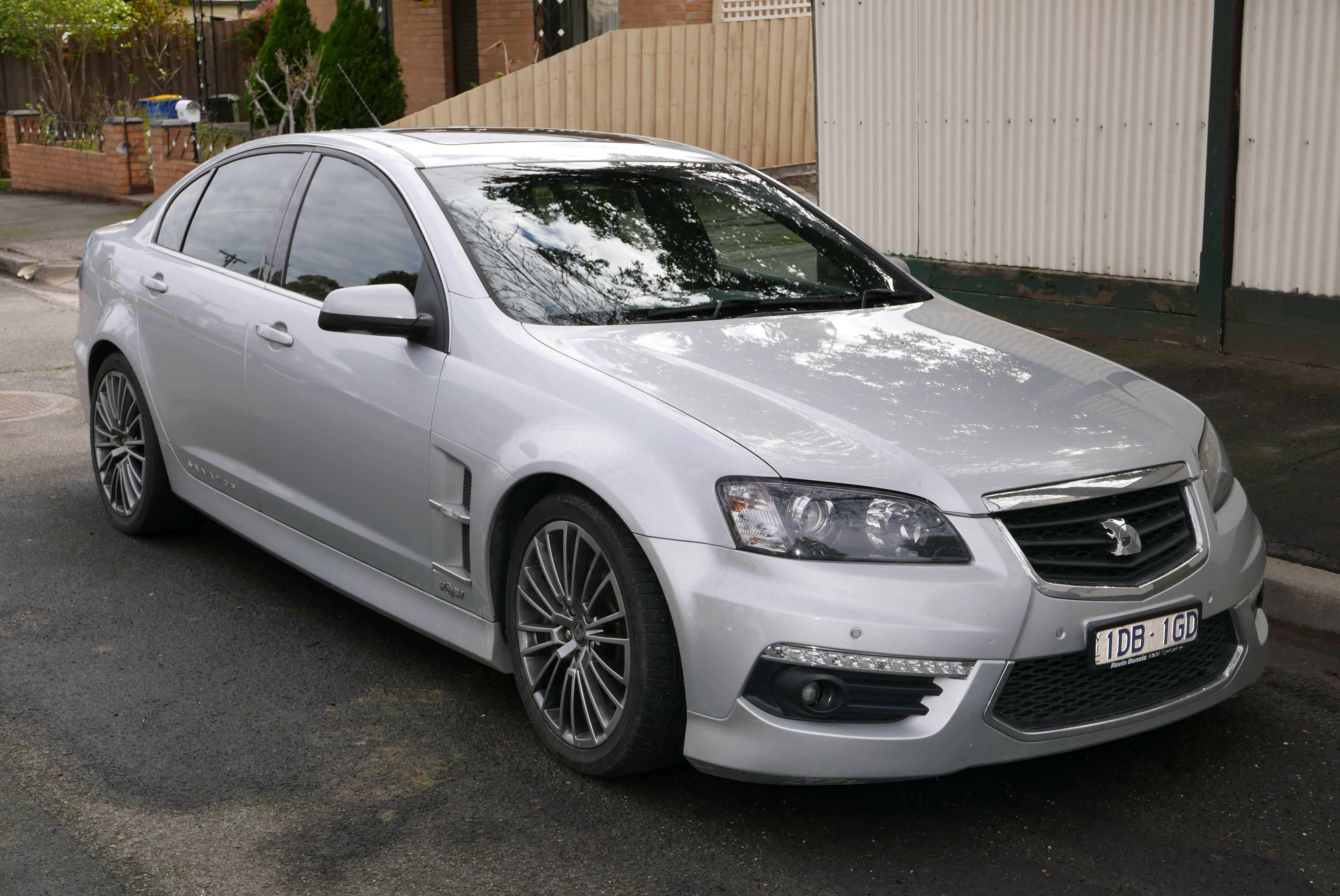
HSV Senator (E-Series 2)
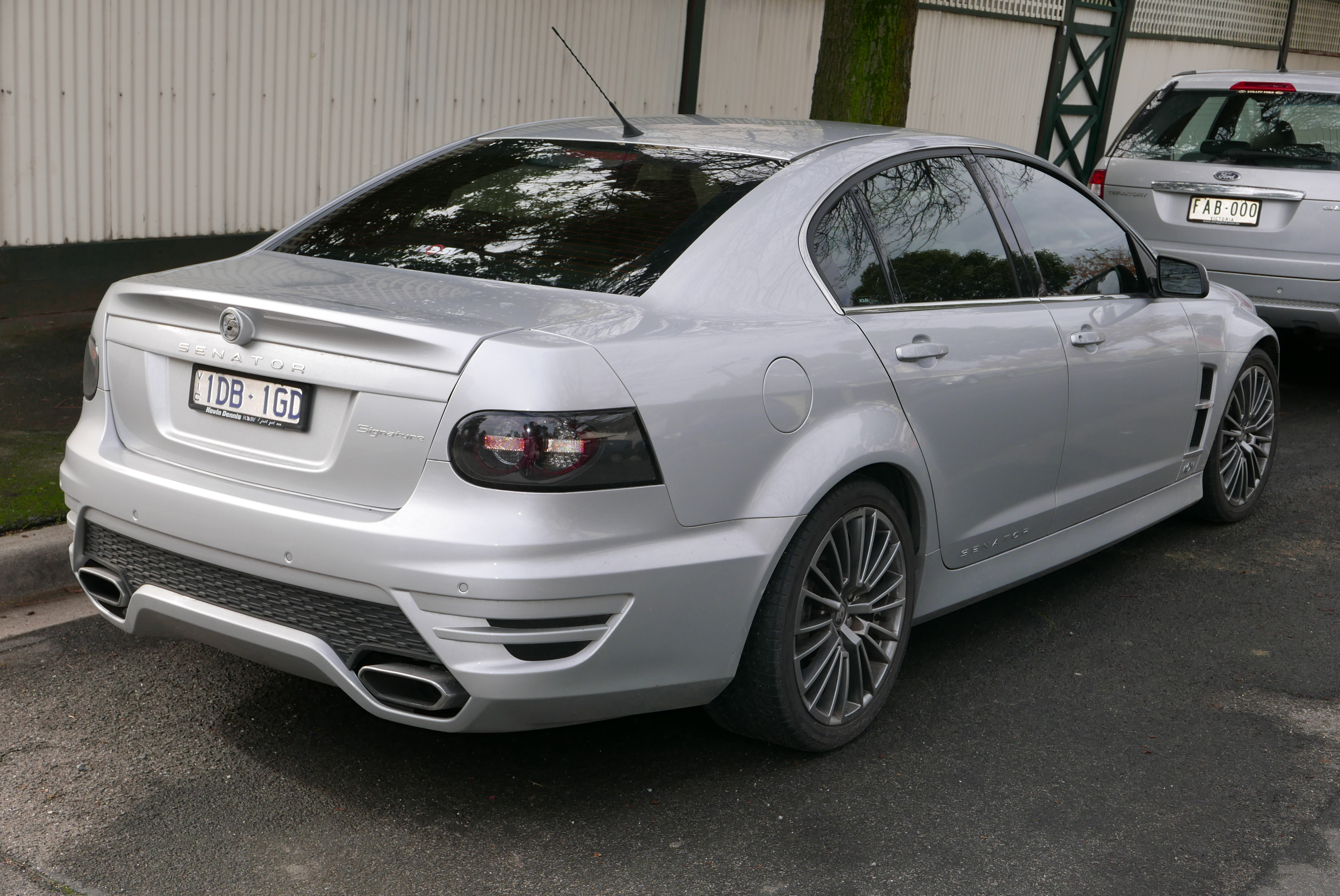
HSV Senator (E-Series 2)
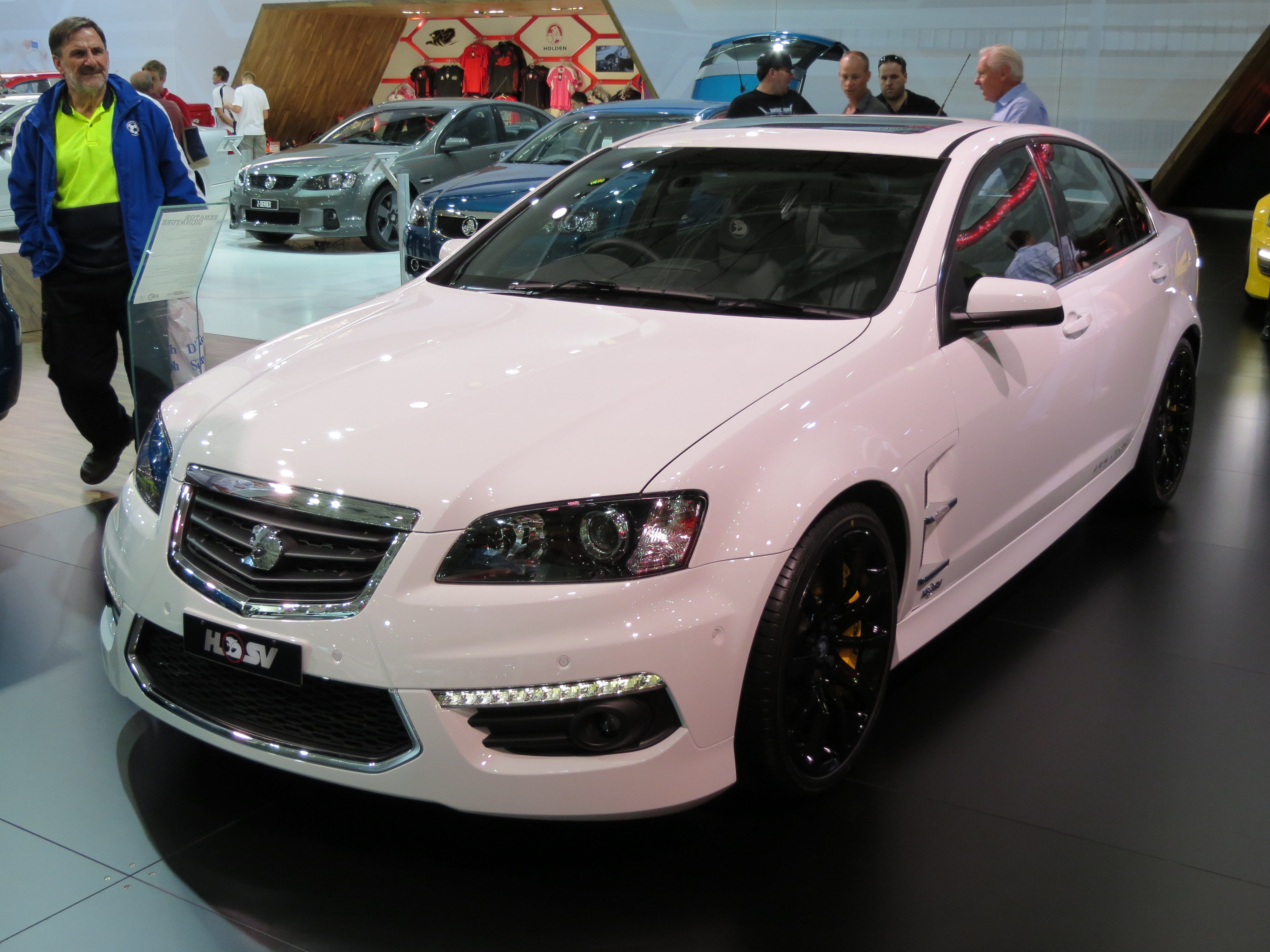
HSV Senator (E-Series 3)
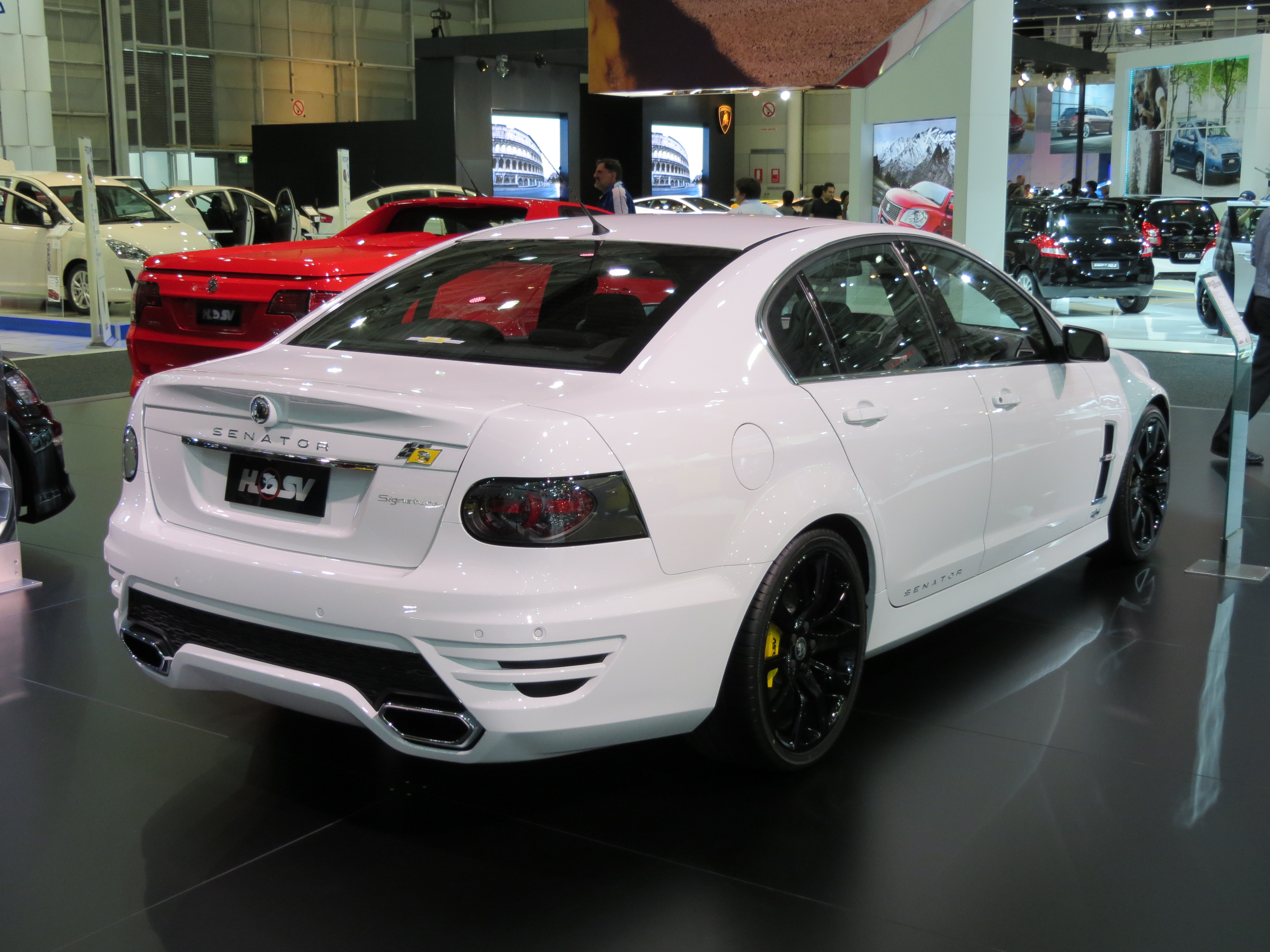
HSV Senator (E-Series 3)

### Senator SV08

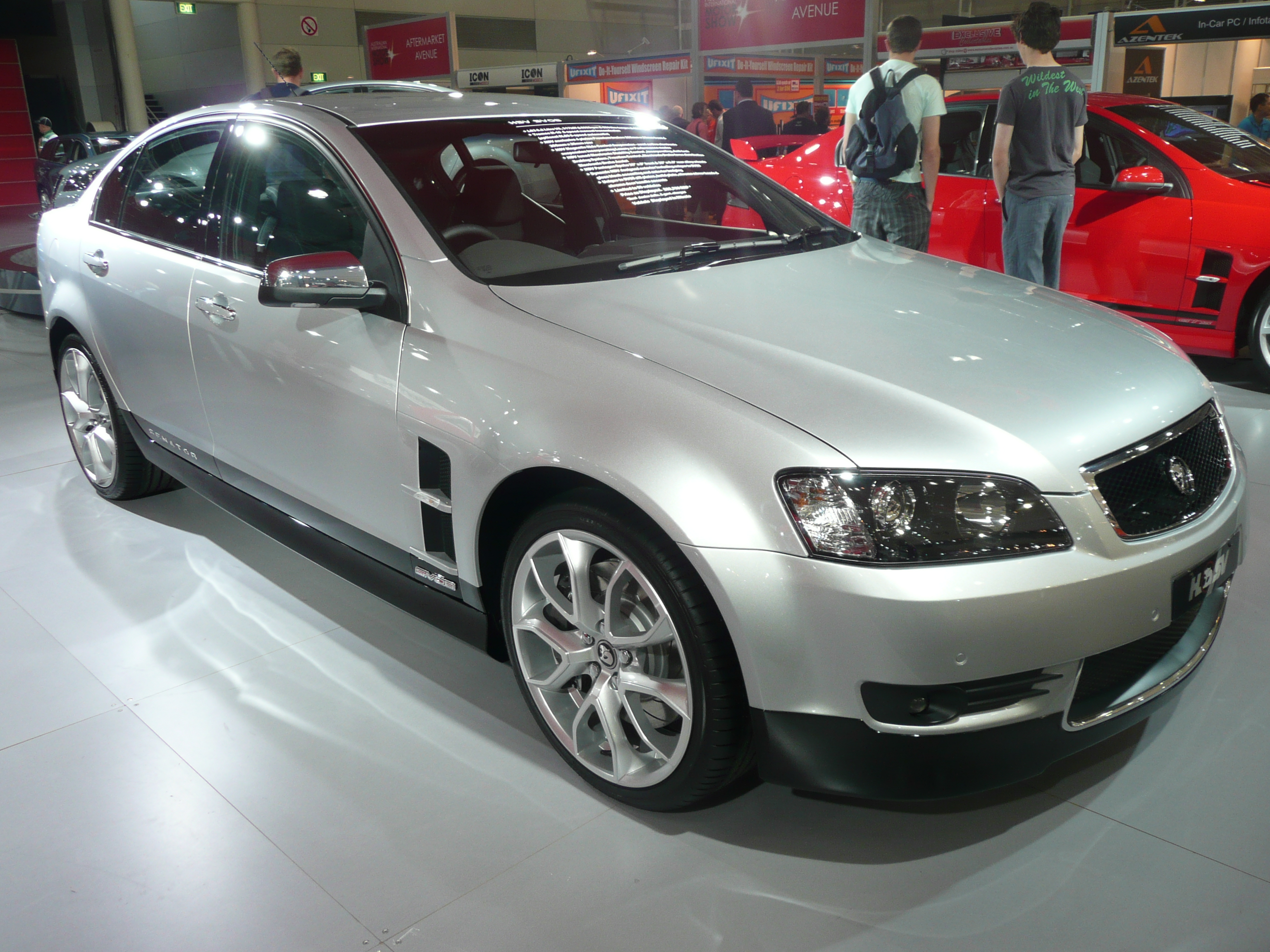
HSV Senator SV08
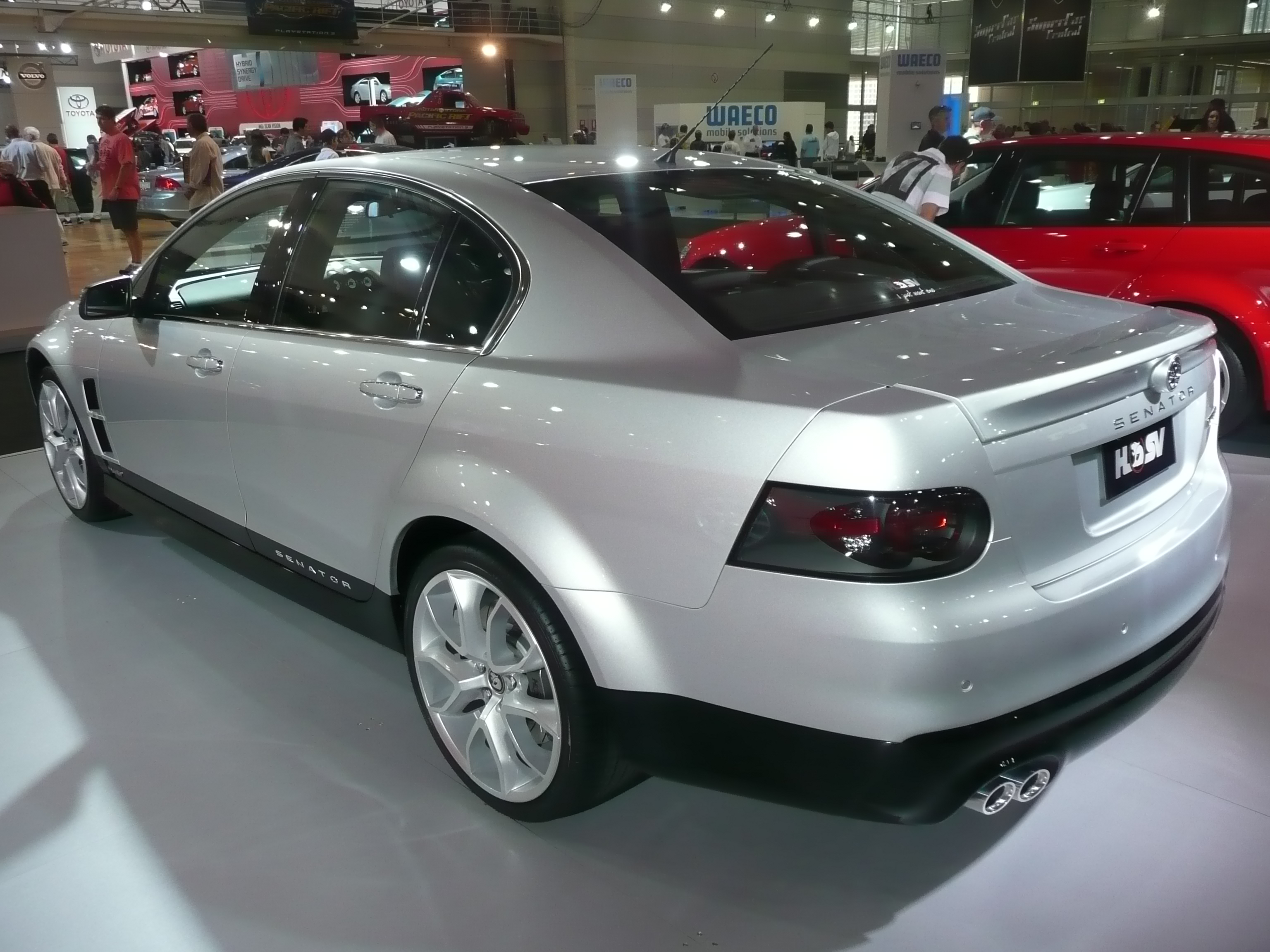
HSV Senator SV08

### W427

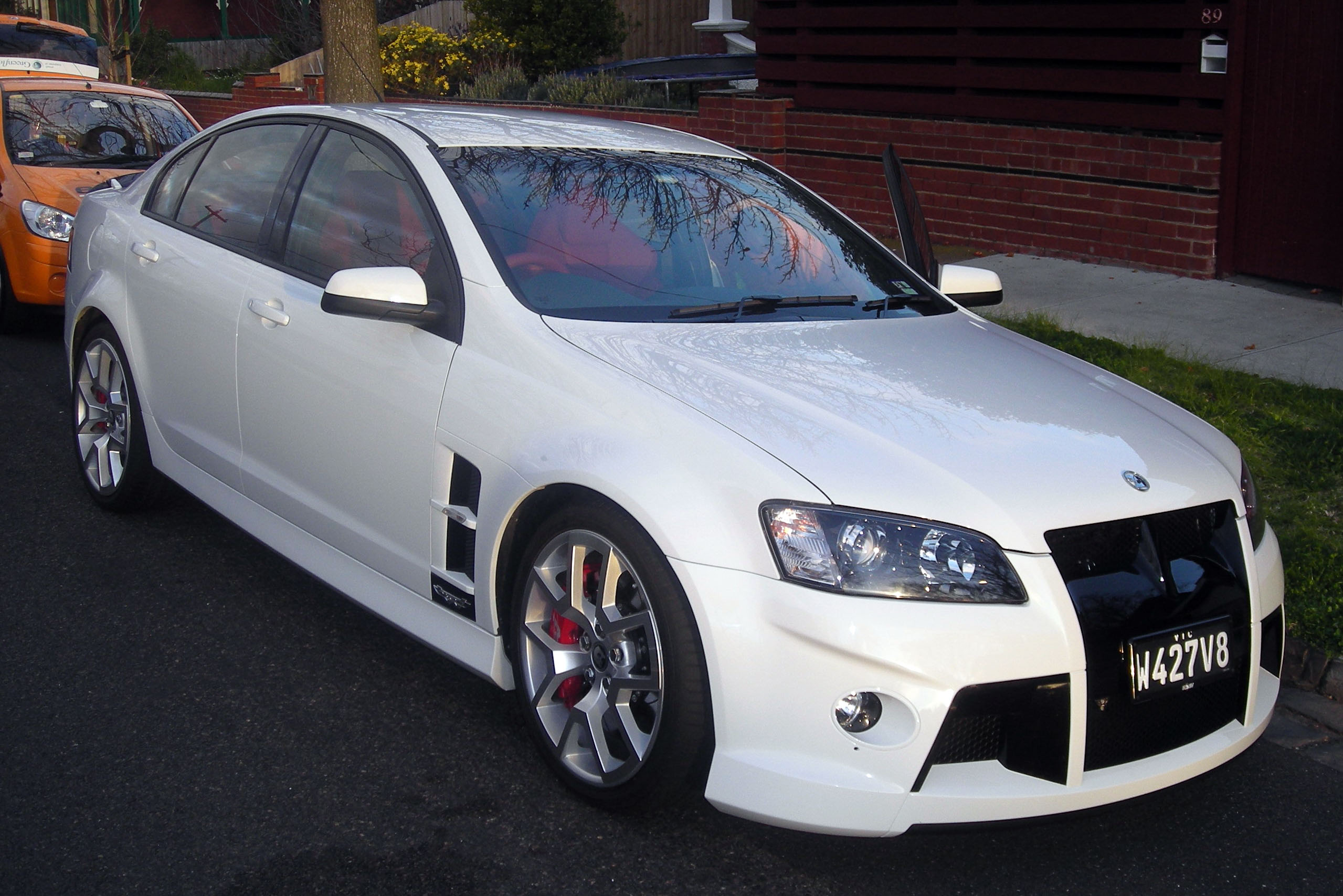
HSV W427
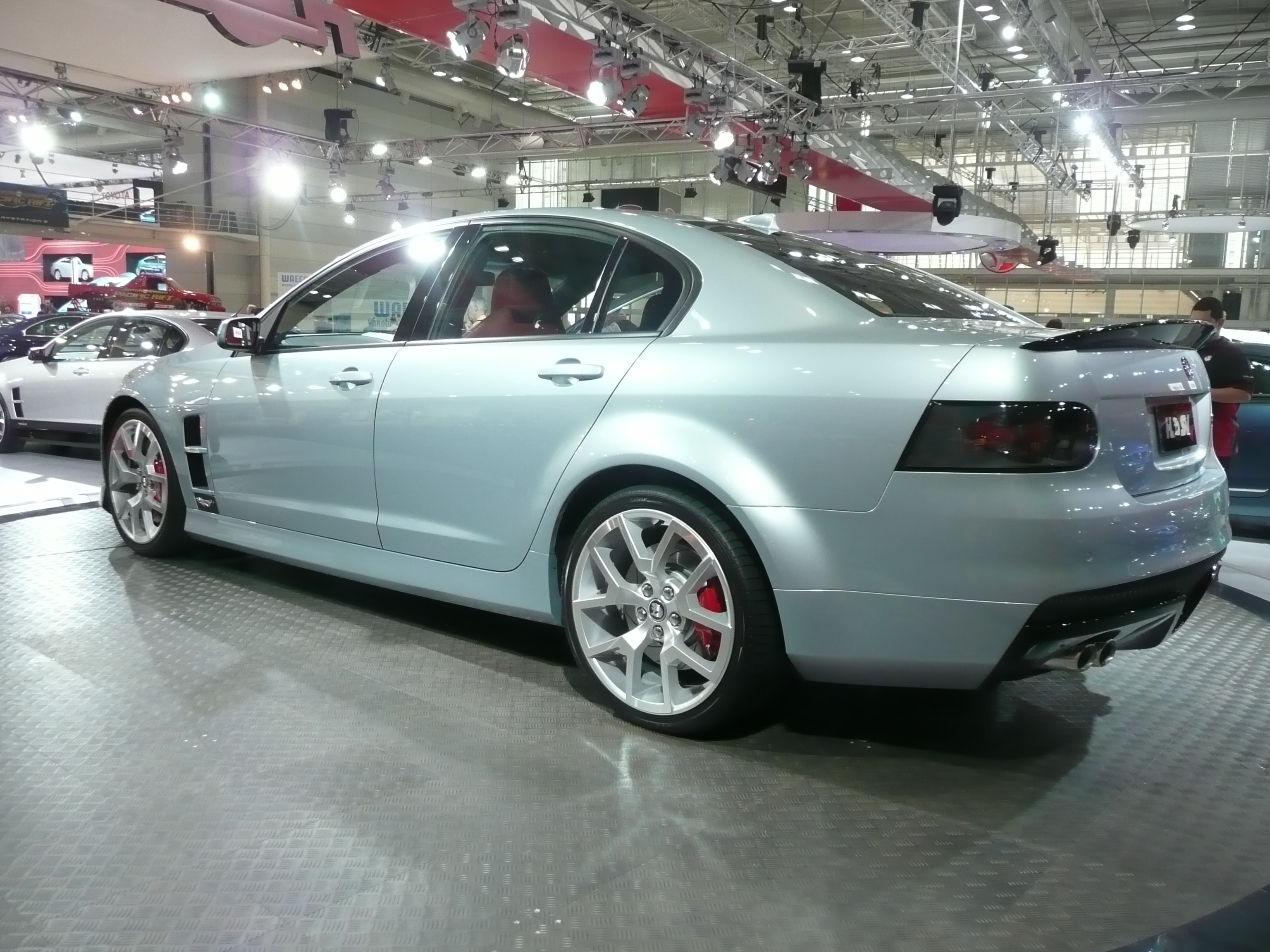
HSV W427